# Saint-Jouin-de-Blavou
Saint-Jouin-de-Blavou är en kommun i departementet Orne i regionen Normandie i nordvästra Frankrike. Kommunen ligger i kantonen Pervenchères som tillhör arrondissementet Mortagne-au-Perche. År 2022 hade Saint-Jouin-de-Blavou 307 invånare.

## Befolkningsutveckling
Antalet invånare i kommunen Saint-Jouin-de-Blavou
| Referens: INSEE |